# Štiavnické Bane
Štiavnické Bane (fram till 1948 Piarg; tyska: Siegelsberg, ungerska: Hegybánya) är en by i distriktet Banská Štiavnica i regionen Banská Bystrica i Slovakien. Štiavnické Bane, som för första gången nämns i ett dokument från år 1352, hade 822 invånare år 2011.

## Personer från Štiavnické Bane
- Vojtech Tuka (1880–1946), Slovakiska republikens premiärminister 1939-1944
- Maximilian Hell (1720–1792), astronom